# Distrito de Baucau
Baucau (en tetun Baukau) es uno de los 13 distritos administrativos de Timor Oriental, localizado en la zona oriental del país. Posee 104 571 habitantes (censo de 2004) y un área de 1494 km². Su capital es la ciudad de Baucau, segunda ciudad de Timor Oriental, tras la capital Dili que está a 122 km al oeste. En los tiempos de la colonización portuguesa era llamada Vila Salazar. 
El distrito de Baucau es idéntico al concejo del mismo nombre de la época del Timor Portugués e incluye los subdistritos de Baguia, Baucau, Fatu Maca, Laga, Quelicai, Vemasse y Venilale (ex-Vila Viçosa).
A 6 km de la ciudad de Baucau está el mayor aeropuerto internacional de Timor Oriental (código de la IATA: NCH).
En el subdistrito de Venilale (ex-Vila Viçosa) los túneles edificados por los japoneses recuerdan el periodo de la ocupación nipona durante la Segunda Guerra Mundial. En el mismo subdistrito merece también destacar o proyecto de reconstrucción y rehabilitación de la Escola do Reino de Venilale.
La principal actividad económica del distrito de Baucau es la agricultura (mijo, arroz, coco y productos hortícolas). La falta de transportes y la poca disponibilidad de energía eléctrica han impedido el desarrollo de las pequeñas empresas que comienzan a emerger.
El distrito de Baucau tiene también una vasta zona de litoral, con playas atrayentes, ideales para nadar y para otras actividades acuáticas.
Además de en las lenguas oficiales de Timor Oriental, el tetun y el portugués, en el distrito de Baucau gran parte de la población se expresa también en macassai.